# خداع بروتوكول تحليل العنوان

رسم تخطيطي يوضح التوجيه في شبكة منطقة محلية في ظل الظروف العادية ويخضع لتسمم ذاكرة التخزين المؤقت لـ ARP

خداع بروتوكول تحليل العنوان (بالإنجليزية: ARP Spoofing أو ARP cache poisoning أو ARP poison routing)‏ هو أسلوب من قبل أحد المهاجمين الذي يرسل (انتحال) بروتوكول تحليل العنوان (ARP) رسائل على شبكة محلية. عموما، والهدف من ذلك هو ربط العنوان ماك المهاجم مع عنوان آي بي للمضيف آخر، مثل العبارة الافتراضية، مما تسبب أي حركة تهدف لعنوان IP ليتم إرسالها إلى المنتحل بدلا من الضحية.